# Robert W. Thurston
Robert Thurston é um historiador americano. Ele é professor emérito da Universidade de Miami (Ohio). Suas publicações mais recentes foram sobre o café (Coffee: From Bean to Barista, Coffee: A Comprehensive Guide to the Bean, the Beverage, and the Industry). Também conhecido por seu trabalho sobre a história da Rússia e da União Soviética, Thurston escreveu sobre os primeiros tempos modernos de caça às bruxas (The Witch Hunts in Europe and North America: A History of the Witch Persecutions in Europe and North America, uma edição revisada de Witch, Wicce, Mother Goose: The Rise and Fall of Witch Hunts in Europe and North America).
Ele deu palestras nos últimos anos nos EUA, Reino Unido, França, Nicarágua e China sobre o café e os padrões de consumo. Ele tem sido entrevistado regularmente sobre o café, por exemplo, para a BBC, a Food Network e o Dr. Oz The Good Life. Suas viagens à "origem" do café, termo do setor para fazendas de café, o levaram a dez países. Ele foi entrevistado várias vezes na WVXU, a estação NPR de Cincinnati, sobre vários tópicos que vão do populismo ao café e à história da preservação da terra nos EUA. Podcasts com ele são discussões sobre linchamentos, caça às bruxas e filmes.
Ele escreveu ocasionalmente sobre os problemas atuais na Ucrânia e sobre como as pessoas obtêm suas visões da história de livros de ficção.
Seu projeto de escrita atual é o livro The Body in the Anglo-Saxon World, 1885-1920: Reshaping Race, Sexuality, and Civilization. Este estudo examina as apresentações do corpo no circo, na fotografia, nos anúncios, nos esportes e no novo campo da antropologia, e como o tratamento das imagens do corpo afetou a discussão sobre o que os seres humanos eram e como se comportavam.

## Vida
Nascido em Washington, D.C., Thurston se formou no colégio fora de Cleveland e recebeu sua educação de graduação na Northwestern University, [2] estudando russo para complementar seu diploma de história. Ele concluiu o doutorado em história moderna da Rússia pela Universidade de Michigan. Ele passou dois anos fazendo pesquisas sobre a União Soviética / Rússia e eventualmente se mudou para Oxford, Ohio, onde ensinou história na Universidade de Miami por 25 anos até sua aposentadoria em 2015.
Em 2012, Thurston foi cofundador da Oxford Coffee Company.

## Livros
Coffee: From Bean to Barista, Rowman and Littlefield, 2018.
Coffee: A Comprehensive Guide to the Bean, the Beverage, and the Industry, senior editor and contributor, Rowman and Littlefield, 2013. O livro ganhou o prêmio da Gourmand Magazine como o melhor publicado sobre café nos EUA em 2013. Indicado pelo Library Journal como uma das melhores obras de referência de 2013.
Lynching: American Mob Murder in Global Perspective Ashgate, 2011.
The Witch Hunts: A History of the Witch Persecutions in Europe and North America Longman, 2006. A revised version of Witch, Wicce, Mother Goose: The Rise and Fall of the Witch Hunts in Europe and North America Longman, 2001.
The People's War: Responses to World War II in the Soviet Union, Co-editor com Bernd Bonwetsch, contributor, University of Illinois Press, 2000; anthology.
Life and Terror in Stalin's Russia, 1934-1941 (1996). Yale University Press.
Liberal City, Conservative State: Moscow and Russia's Urban Crisis, 1906-1914 Oxford University Press, 1987.
Também escreveu artigos em vários jornais e revistas populares, por ex. History Today. Além de artigos sobre café em diversas revistas especializadas.